# 河南 (广州)

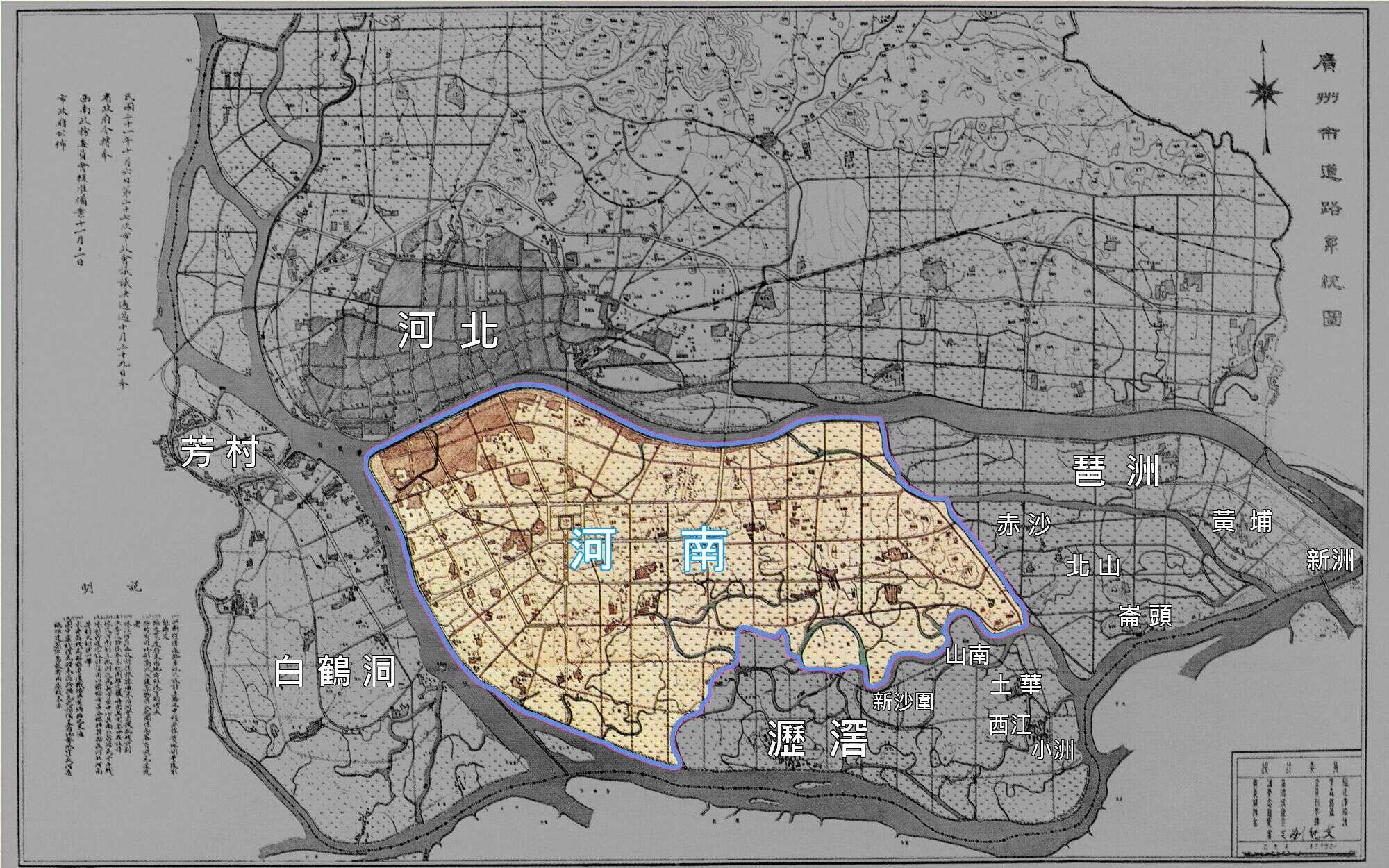
民國廣州的規劃地圖，彩色板塊就是廣州河南。

河南是广州人习惯上对广州市区珠江以南地区（即现海珠区）的称谓。 
“河南”之称相传与东汉学者杨孚有关。东汉时，今海珠区下渡是珠江中的一个岛屿。下渡村的杨孚因学识过人，在朝廷官至议郎。后返回广东时，携带洛阳朋友所赠“五鬣松”种在家门口。一次，寒潮侵袭使“五鬣松”挂满霜雪，人们称杨孚将河南洛阳的瑞雪带回广州，便把下渡称为“河南”。后来演变为泛指珠江南岸的地区。由于有“河南”，广州人习惯上又把珠江北岸称为“河北”。

## 俗语
- 西关小姐，东山少爷，河南地痞（粵語）
- 宁要河北一张床、唔要河南一间房 （粵語）